# Nova Zelândia nos Jogos Olímpicos de Verão de 2016
Nova Zelândia participou dos Jogos Olímpicos de Verão de 2016, que foram realizados na cidade do Rio de Janeiro, no Brasil, entre os dias 5 e 21 de agosto de 2016.

## Natação
| Atleta        | Prova           | Eliminatórias | Eliminatórias | Semifinal   | Semifinal   | Final       | Final       |
| Atleta        | Prova           | Tempo         | Pos.          | Tempo       | Pos.        | Tempo       | Pos.        |
| ------------- | --------------- | ------------- | ------------- | ----------- | ----------- | ----------- | ----------- |
| Helena Gasson | 100 m borboleta | 59,82         | 32º           | Não avançou | Não avançou | Não avançou | Não avançou |

| Atleta           | Prova       | Eliminatórias | Eliminatórias | Semifinal | Semifinal | Final       | Final       |
| Atleta           | Prova       | Tempo         | Pos.          | Tempo     | Pos.      | Tempo       | Pos.        |
| ---------------- | ----------- | ------------- | ------------- | --------- | --------- | ----------- | ----------- |
| Matthew Hutchins | 400 m livre | 3:48,25       | 19º           | —         | —         | Não avançou | Não avançou |
| Glenn Snyders    | 100m peito  | 1:00,26       | 16º Q         | 1:00,50   | 15º       | Não avançou | Não avançou |